# Greg Lopez
Gregorio « Greg » Beltran Lopez, né le 7 juin 1964 à Dallas, est un homme politique américain. Membre du Parti républicain, il représente le 4e district du Colorado à la Chambre des représentants des États-Unis entre 2024 et 2025.

## Biographie
Avant son élection au congrès en 2024, Lopez est le maire  de Parker pendant un mandat. Candidat pour le poste de gouverneur du Colorado en 2018 et 2022, il n'est pas nommé par le parti. Proche de l'aile droite du parti républicain, il est désigné candidat du parti pour l'élection spéciale terminant le mandat de Ken Buck. Sa nomination, soutenue par Lauren Boebert, empêche le parti d'établir un candidat qui pourrait empêcher Boebert de changer de circonscription. Lopez est nommé avec la promesse qu'il ne sera pas candidat à sa réélection.
Élu facilement pour un mandat de six mois, Lopez se dit particulièrement fier de ses votes pour retiré les protections aux personnes transexuelles participants aux épreuves sportives féminines. Il mentionne également vouloir être candidat dans le futur.